# Gudetama

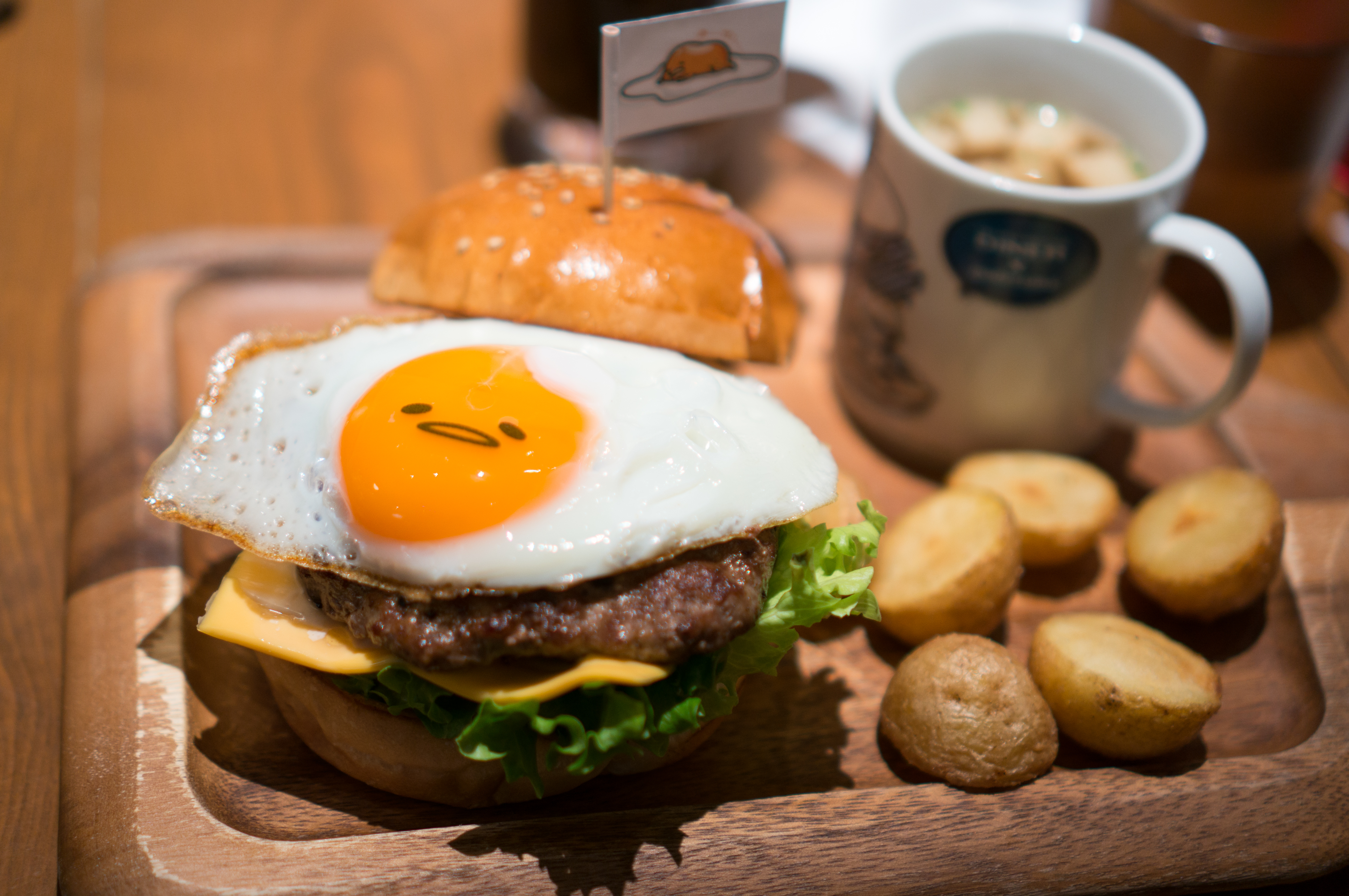
Gudetama-inspiriertes Essen

Gudetama (Japanisch: ぐでたま) ist eine Comicfigur in der Gestalt eines Eigelbs, die von dem japanischen Großhandelsunternehmen Sanrio auf den Markt gebracht wurde. Zunächst wurde die Figur in Videos publiziert, inzwischen gibt es mehr als 1700 Produkte, die im Gudetama-Design gestaltet sind.

## Name
Der Name Gudetama besteht aus zwei Teilen: Der erste Teil ist „gudegude“ (Japanisch ぐでぐで), welches als Ausdruck für Langeweile und Antriebslosigkeit genutzt wird. Der zweite Teil leitet sich vom japanischen Wort „Tamago“ (Japanisch: たまご) ab, was übersetzt Ei bedeutet. Im Vergleich zu anderen Charakteren der japanischen Kawaii-Kultur positioniert sich Gudetama gegen die hart arbeitende japanische Gesellschaft und zeigt Symptome von Müdigkeit und Depressionen.

## Geschichte
2013 rief Sanrio, aus dessen Haus auch die Hello-Kitty-Figur und -produkte stammen, einen Wettbewerb aus, in dem ein neuer Charakter gesucht wurde, der auf Lebensmitteln basieren sollte. Aus allen Einsendungen durfte das Publikum ihren Favoriten wählen. Gudetama kam dabei auf Platz zwei. Auf Platz eins landete Kirimichan, ein fröhliches Lachsfilet. Beide Figuren wurden in verschiedenen Formen auf den Markt gebracht. Obwohl das Ei auf Platz zwei landete, erzielte es höhere Verkaufszahlen. Die Zeichnerin und Erfinderin von Gudetama ist eine 26-jährige Sanrio-Designerin, die sich Amy nennt. Sie hat wie die berühmte Hello-Kitty-Zeichnerin Yuko Yamaguchi an der renommierten privaten Joshibi University of Art and Design in der Präfektur Kanagawa studiert. Sie habe 2013 nach einem frustrierten Arbeitstag ein Ei aufgeschlagen. Das Eigelb sah aufgrund seiner Konsistenz süß aus. Eier seien eine gute Ressource für Nährstoffe, sähen aber gleichzeitig sehr faul aus. Diese parallelen Eigenschaften erinnerten sie an die moderne Gesellschaft.

## Charakteristika
Gudetama zeichnet menschliche Eigenschaften aus, die dem Leistungsdruck in der japanischen Gesellschaft entgegenstehen. Es ist auf vielen Abbildungen müde, melancholisch, faul und energielos. Sein Verhalten wird einer Unterkategorie von Kawaii zugeordnet: Yuru-Kawaii. Yuru stehe dabei für locker, lässig oder ruhig. Gudetama ist nicht befruchtet und hat somit kein Geschlecht. Am liebsten schläft Gudetama unter einer Scheibe Speck.

## Produkte

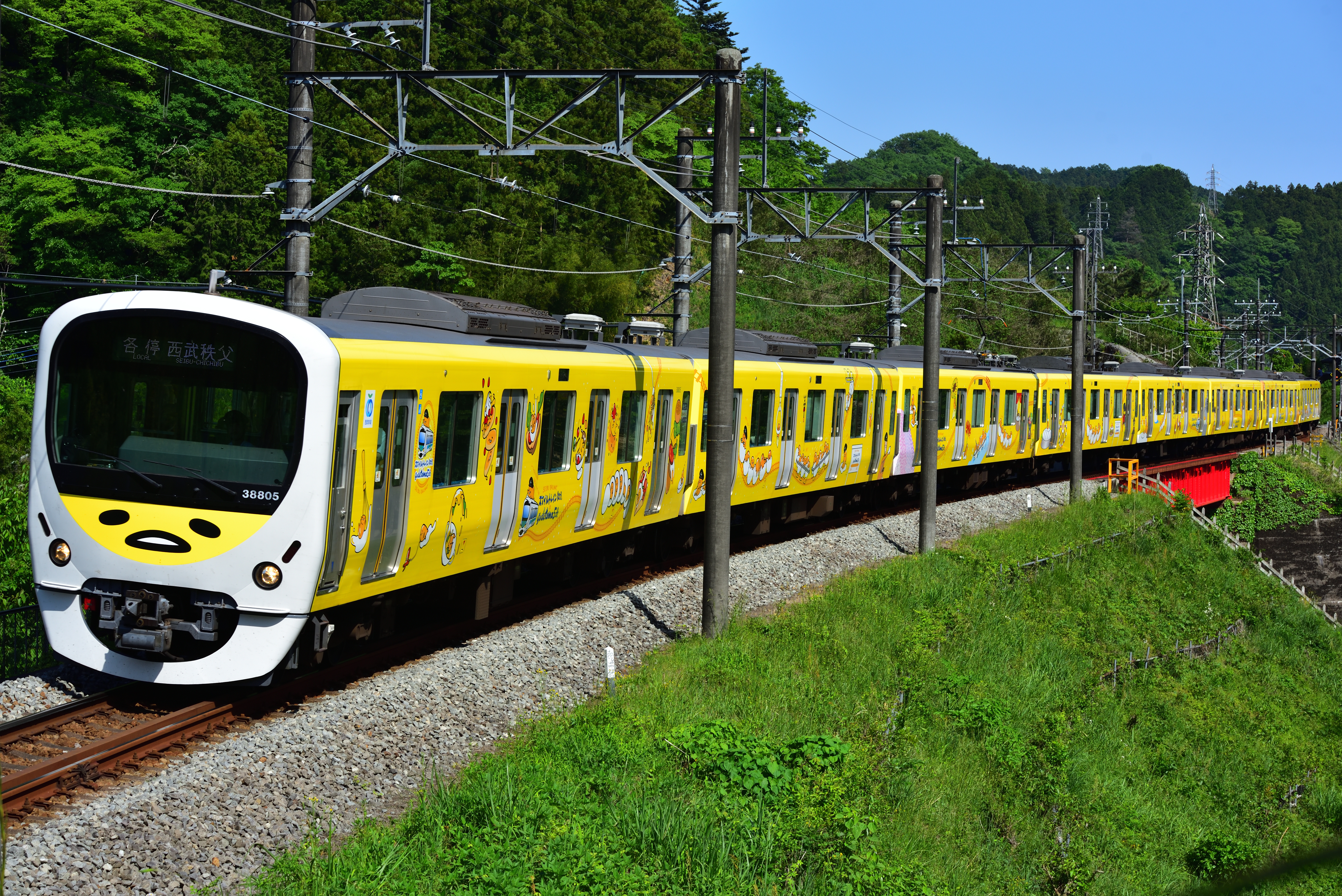
Seibu 30000, ein Gudetama-Zug in Japan

Gudetama erschien zunächst lediglich in Videos. Inzwischen existieren über 1700 Produktartikel mit Gudetama. Die Produktpalette reicht von Stickern, Schlafmasken, Schals, Tassen, Skateboards bis hin zu Gudetama-inspirierte Restaurants und Flugzeugen. Gudetama hat mit 600.000 Followern die meisten Follower, die ein Sanrio-Charakter jemals hatte. 2019 brachte Reebok Kinder- und Erwachsenenschuhe in Gudetama-Design auf den Markt.